# Claire City
Claire City ist ein Dorf im Roberts County im US-Bundesstaat South Dakota. Claire City hat eine Fläche von 0,5 km². Das U.S. Census Bureau hat bei der Volkszählung 2020 eine Einwohnerzahl von 82 ermittelt.

## Demografische Daten
Das durchschnittliche Einkommen eines Haushalts liegt bei 35.156 USD, das durchschnittliche Einkommen einer Familie bei 29.375 USD. Männer haben ein durchschnittliches Einkommen von 35.556 USD gegenüber den Frauen mit durchschnittlich 11.875 USD. Das Pro-Kopf-Einkommen liegt bei 17.074 USD. 4,9 % der Einwohner und 8 % der Familien leben unterhalb der Armutsgrenze. 24,7 % der Einwohner sind unter 18 Jahre alt und auf 100 Frauen ab 18 Jahren und darüber kommen statistisch 100 Männer. Das Durchschnittsalter beträgt 38 Jahre (Stand: 2000).